# Наружная реклама

Медиафасад оператора наружной рекламы Maer на гостинице «Салют» в Москве

Нару́жная рекла́ма — графическая, текстовая, либо иная информация рекламного характера, которая размещается на специальных временных или стационарных конструкциях, расположенных на открытой местности, а также на внешних поверхностях зданий, сооружений, на элементах уличного оборудования, над проезжей частью улиц и дорог или на них самих, а также на автозаправочных станциях (АЗС).
Иногда к наружной рекламе относятся также рекламные сообщения, размещенные внутри магазинов/супермаркетов — конструкции POS (point of sale), TPD, экраны и другие, но чаще их выделяют в отдельный вид внутренней рекламы (indoor-реклама). Внутренняя и наружная реклама объединяются в рекламу Out-of-home (OOH), которая в свою очередь включается в ATL-рекламу.

## Средства наружной рекламы

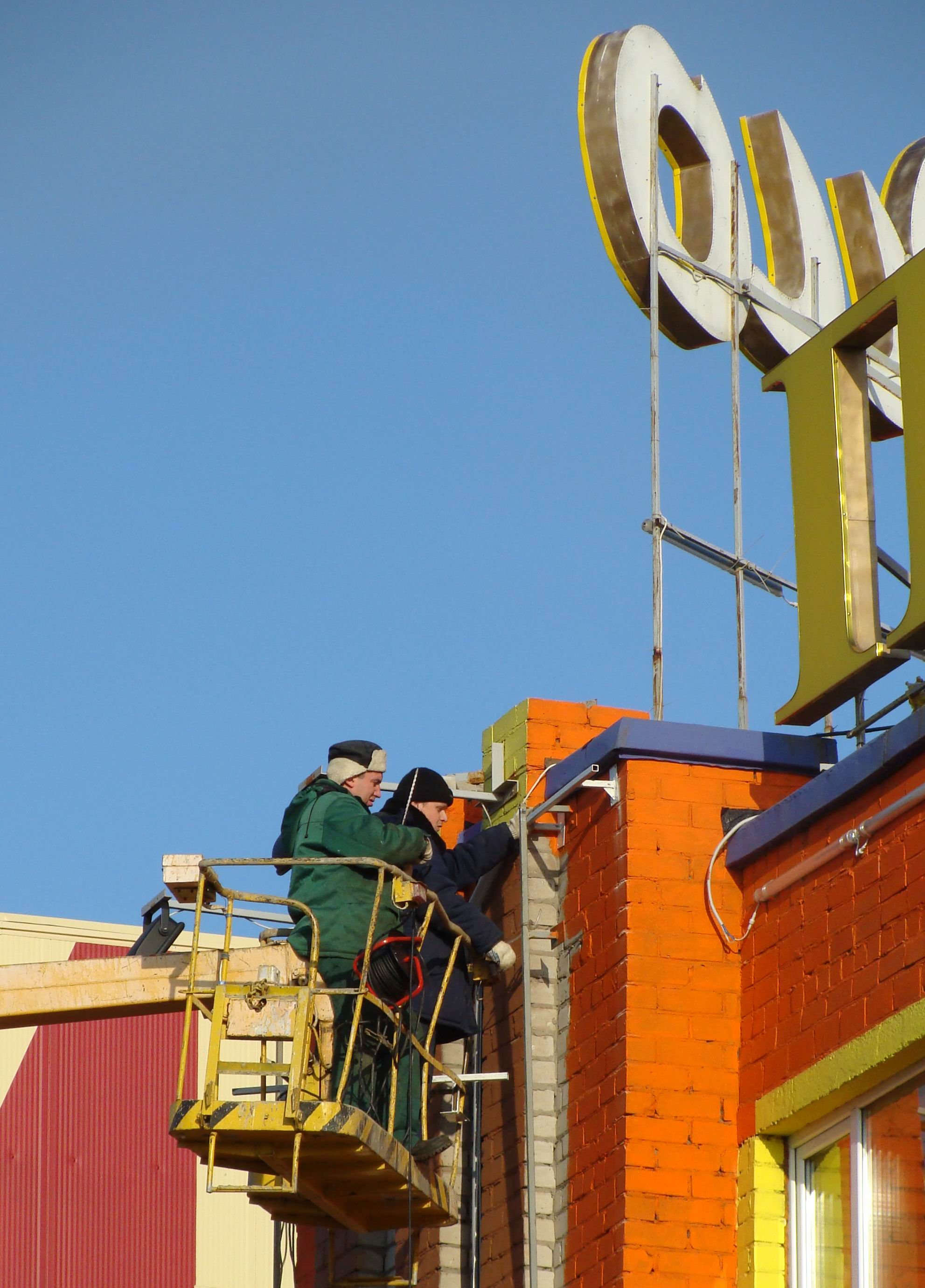
Монтаж наружной рекламы в городе Северодвинске.

Средства наружной рекламы весьма разнообразны.
Применительно к городской среде — это различные носители рекламных сообщений, размещаемые на территории города и рассчитанные на визуальное восприятие из городского пространства, а именно: крышные установки, электронные табло, панно, рекламные щиты, мультивизионные установки, кронштейны, маркизы, штендеры, перетяжки и т. п.
Все средства наружной рекламы делят на стационарные и временные и обязательно регистрируют.
К стационарным средствам рекламы относят носители рекламных сообщений, имеющие постоянное место размещения. Временные средства наружной рекламы размещаются предприятиями в городской среде в часы их работы. Стационарные средства подразделяют на отдельно стоящие и размещаемые на зданиях и сооружениях. Отдельно стоящие средства наружной рекламы, в отличие от установленных на зданиях, имеют самостоятельный фундамент или участок размещения.
Основным средством наружной рекламы является крупногабаритный плакат. Плакаты на щитовых конструкциях обычно размещаются вдоль оживленных автотрасс и в местах скопления людей и напоминают потребителям о товарах или указывают потенциальным покупателям на места, где они могут совершать покупки.

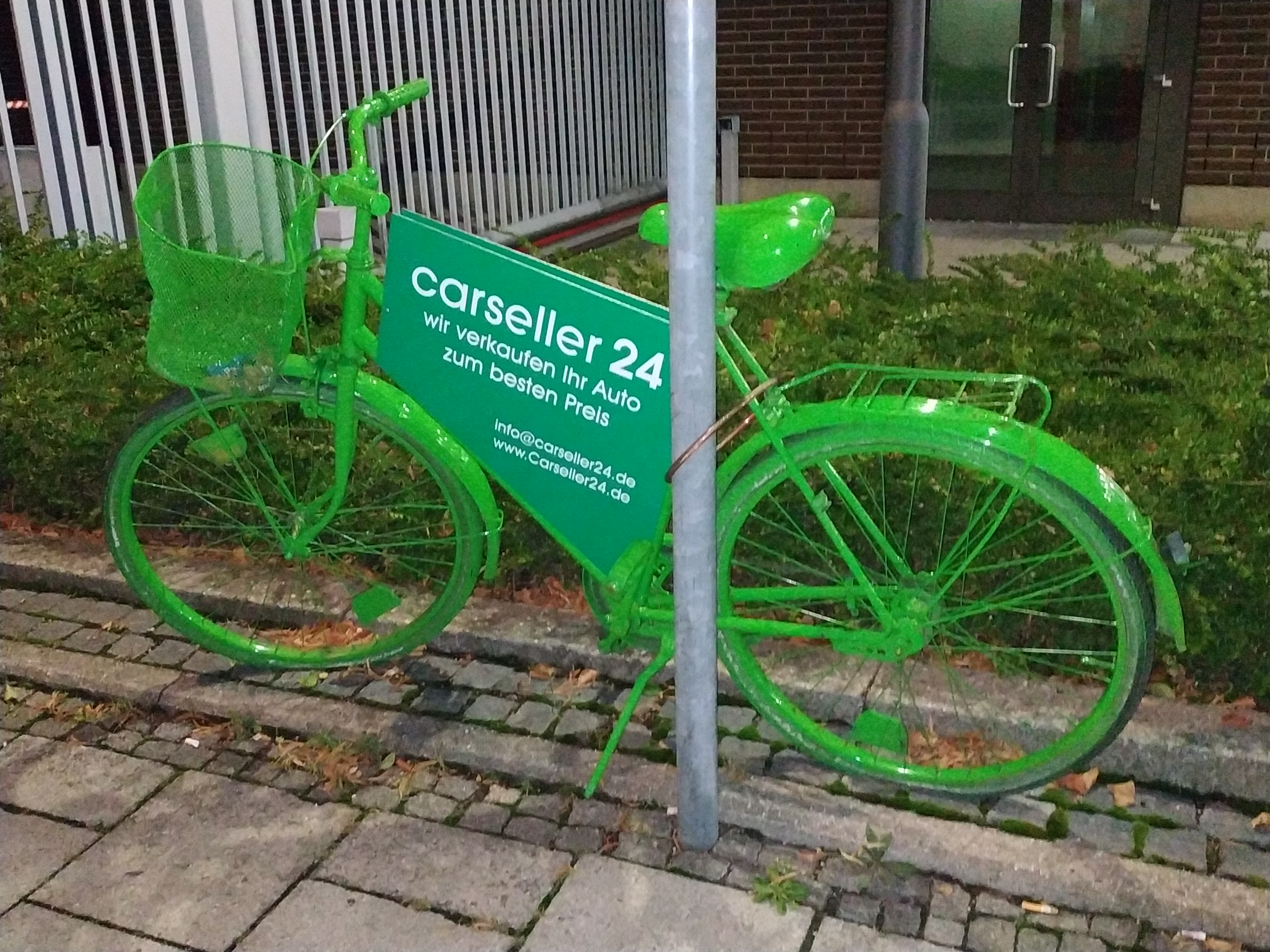
Малый бизнес размещает рекламу на велосипеде, обходя запреты городской администрации

Мультивизионные установки состоят из расположенных вертикально трёхгранных призм, одновременно поворачиваемых электромотором каждые 8 секунд. Таким образом, последовательно появляются 3 разных рекламных сообщения.
Ещё одним средством наружной рекламы являются электронные табло, которые сегодня имеют широкий диапазон возможностей. Популярны как демонстрация на маленьком экране «бегущей строки» в одном цвете, так и полноцветное динамическое изображение на крупнометровом экране, созданном на основе многоцветных светоизлучающих элементов, которые позволяют воспроизводить в реальном масштабе времени телевизионные передачи. Наиболее заметные преимущества таких установок — это большее эмоциональное воздействие на зрителя, смена картинок, их динамика, ярчайшие цвета. Сообщения могут меняться в зависимости от времени суток, дня недели, погоды и т. п. К основной рекламе часто добавляют локальные новости и информацию.
- Установки на крышах — объемные или плоскостные конструкции, размещаемые выше уровня карниза здания.
- Настенные панно — средства наружной рекламы, размещаемые на плоскости стен зданий и сооружений в виде изображения, непосредственно нанесённого на стену, или конструкции, состоящей из элементов крепления, каркаса и информационного поля.
- Кронштейны (или панель-кронштейны) — двусторонние консольные плоскостные конструкции, устанавливаемые на опорах городского освещения, опорах контактной сети или на зданиях.
- Витрины — остекленная часть фасадов зданий, предназначенная для информации о товарах и услугах. Витрины должны иметь подсветку в темное время суток в соответствии с графиком её включения.
- Маркизы — козырьки и навесы с нанесённой на них рекламной информацией и размещенные над витринами, входами или проемами зданий и сооружений. Маркизы состоят из элементов крепления к зданию, каркаса и информационного поля, выполненного на мягкой или жесткой основе.
- Штендеры — напольные конструкции, устанавливаемые непосредственно перед входом в место продаж или указывающие направление к нему. Они удобны тем, что легко переносятся. Штендеры не должны иметь собственного подсвета.
- Носимые рекламные конструкции — временные средства наружной рекламы, перемещаемые работником без использования технических средств. Эксплуатация носимых рекламных конструкций допускается на тротуарах и в пешеходных зонах.
- Реклама на ограждениях объектов строительства, уличной торговли, обеспечивающая художественное оформление данных объектов, может быть дана на отдельных щитах, мягком оформлении или сплошной лентой.
- Реклама на подъёмных воздушных шарах и аэростатах представляет собой временное рекламное оформление на период проведения праздничных, тематических мероприятий.
- Медиафасад на зданиях — это светодиодный экран, дисплей или поверхность любого размера и формы.

## Плюсы и минусы наружной рекламы
Плюсы
- не каждую наружную рекламу возможно выключить/переключить
- для считывания рекламных сообщений не нужны дополнительные устройства
- аудитория наружной рекламы возрастает по мере роста автомобилизации/мобильности населения
- самый дешёвый вид рекламы, в расчете на стоимость рекламного контакта (СРТ)
- оптимальный вид рекламы для торговых точек, парикмахерских и т. п.

Минусы
- сложность таргетирования;
- статичность рекламного изображения (кроме экранов, которых немного) и отсутствие звука (исключение — немногочисленные медиаэкраны);
- неоднозначно воспринимается публикой — например, есть мнение, что некоторые конструкции портят внешний вид зданий; в связи с этим, во многих городах применяется лицензирование (требуется разрешение) на размещение НР.

## Классификация объектов наружной рекламы
Объекты наружной рекламы, то есть рекламоносители, можно разделить на две основные группы:
- Сетевые
- Локальные

### Уличная реклама
- Промостойка (рекламная или торговая стойка), промостол — лёгкая разборная или неразборная конструкция для проведения промоакций, дегустаций, представления новых товаров, услуг и т. д. Промостойка состоит из тумбы и фризовой панели. Лицевая сторона тумбы и фриз предназначены для нанесения рекламного изображения.
- Троллы (от англ. troll) — двусторонние рекламные конструкции, перпендикулярно расположенные над проезжей частью на вертикальных опорах, оборудованы подсветкой изнутри, за счёт чего очень эффективны в тёмное время суток. Подсветка обычно осуществляется люминесцентными светильниками.
- Билборды (от англ. billboard) — отдельные щиты с рекламными плакатами 6×3 м, 8×4 м.
- Суперсайты — отдельностоящие щиты с рекламными плакатами, как правило, размером 12×4 м или 15×5 м.
- Ситилайт (от англ. citylight) — тротуарное панно. Конструкция, устанавливаемая на тротуарах и вдоль проезжей части. Снабжена подсветкой.
- Брандмауэр[укр.] — огромный плакат или щит на стене здания.
- Стритлайн (от англ. streetline), шалаш, раскладушка, штендер — выносная складная конструкция с информацией на одной или двух рекламных поверхностях. Изготавливается из металла или пластика. Типичный размер: 0,6×1,35 м, форма рекламного поля — арка или прямоугольник. Устанавливается на тротуаре.
- Бизнес-карты (от англ. business cards) — чаще всего, конструкция из металла или пластика в виде панно. Содержит определённое количество ячеек, в которых располагается печатная рекламная продукция в формате 9×5 см. Применяется в торговых центрах, в кинотеатрах, в розничных сетях.
- Призматрон
- Информационный указатель и прочие
- Медиафасад
- Крышные установки

### Транзитная (реклама на транспорте)
- Реклама на частных автомобилях (брендирование транспорта)
- Реклама на бортах и в салонах маршрутных такси
- Реклама на бортах и в салонах наземного муниципального общественного транспорта (автобусы, троллейбусы, трамваи)
- Реклама в метро (на станциях, на входе и выходе, в тоннелях, в вагонах)
- Реклама на лайтбоксах такси (световые коробы)[2]
- Реклама на скамейках
- Реклама на асфальте
- Реклама на парковках (Parking-реклама)
- Ambient media — реклама, отличающаяся от традиционных коммуникативных форм и продвигаемая ближе к потребителю — в интимную сферу целевой группы, — разрабатывая новые носители, отличные от классических средств массовой информации в общественных местах.

Размеры (высота и длина) рекламного изображения называется форматом рекламной поверхности. Сетевые рекламоносители в подавляющем большинстве имеют стандартизованные форматы[где?], что позволяет изготавливать рекламные изображения (постеры) стандартных размеров.
Наиболее распространёнными форматами рекламоносителей являются (ширина х высота):
- 6×3 м (билборд (рекламный щит))
- 1,2×1,8 м (сити-формат)
- 1,4×3 м (пиллар)
- 3,7×2,7 м (ситиборд)
- 12×4, 15×5 м (суперсайт)
- 40×12,5 м

### Типы носителей
Кроме того, рекламоносители подразделяются по типам, названия которых нередко совпадают с названиями форматов, что приводит к определённой путанице.
Наиболее распространённые типы рекламоносителей:
- лазерная реклама
- крышная установка
- билборд (рекламный щит)
- суперсайт, суперборд
- видеоэкран (медиафасад)
- призматрон
- стела
- панель-кронштейн
- роллерный дисплей (роллер)
- перетяжка
- флаговая композиция
- брандмауэр

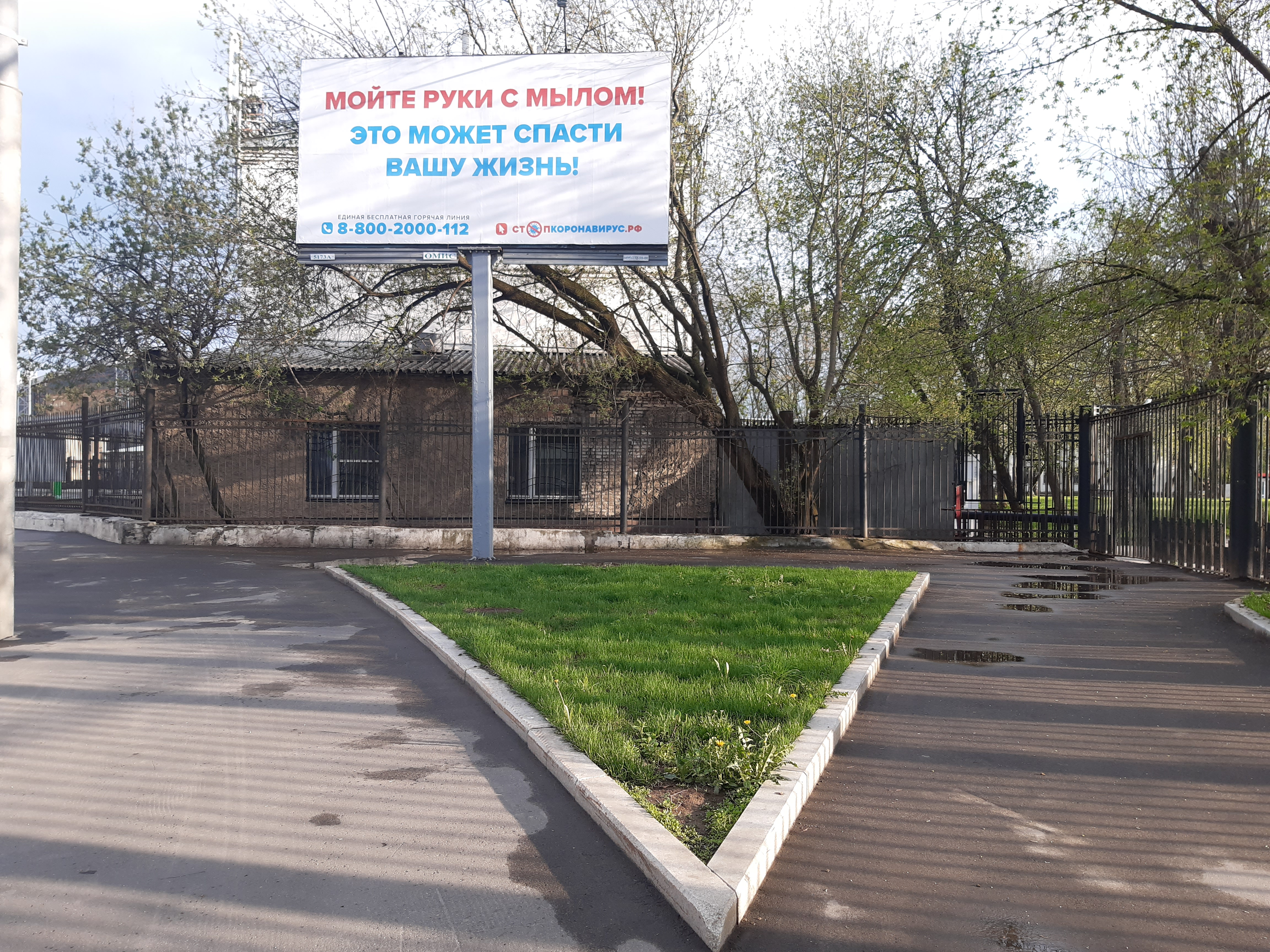
Билборд с социальной рекламой (Москва, 2020)

- рекламная сетка или сетка на лесах (облегчённый временный брандмауэр)[источник не указан 1325 дней]
- электронное табло (бегущая строка)
- маркиза (рекламный или декоративный козырек)
- вывеска (световой короб)
- рекламные пневмофигуры, мультисферы[источник не указан 1325 дней]
- дорожный указатель
- сити-формат — пилоны, остановочные павильоны, HoReCa
- пиллар
- объёмно-пространственная конструкция (увеличенное искусственное изображение людей, животных, предметов)[источник не указан 1325 дней]
- живая реклама

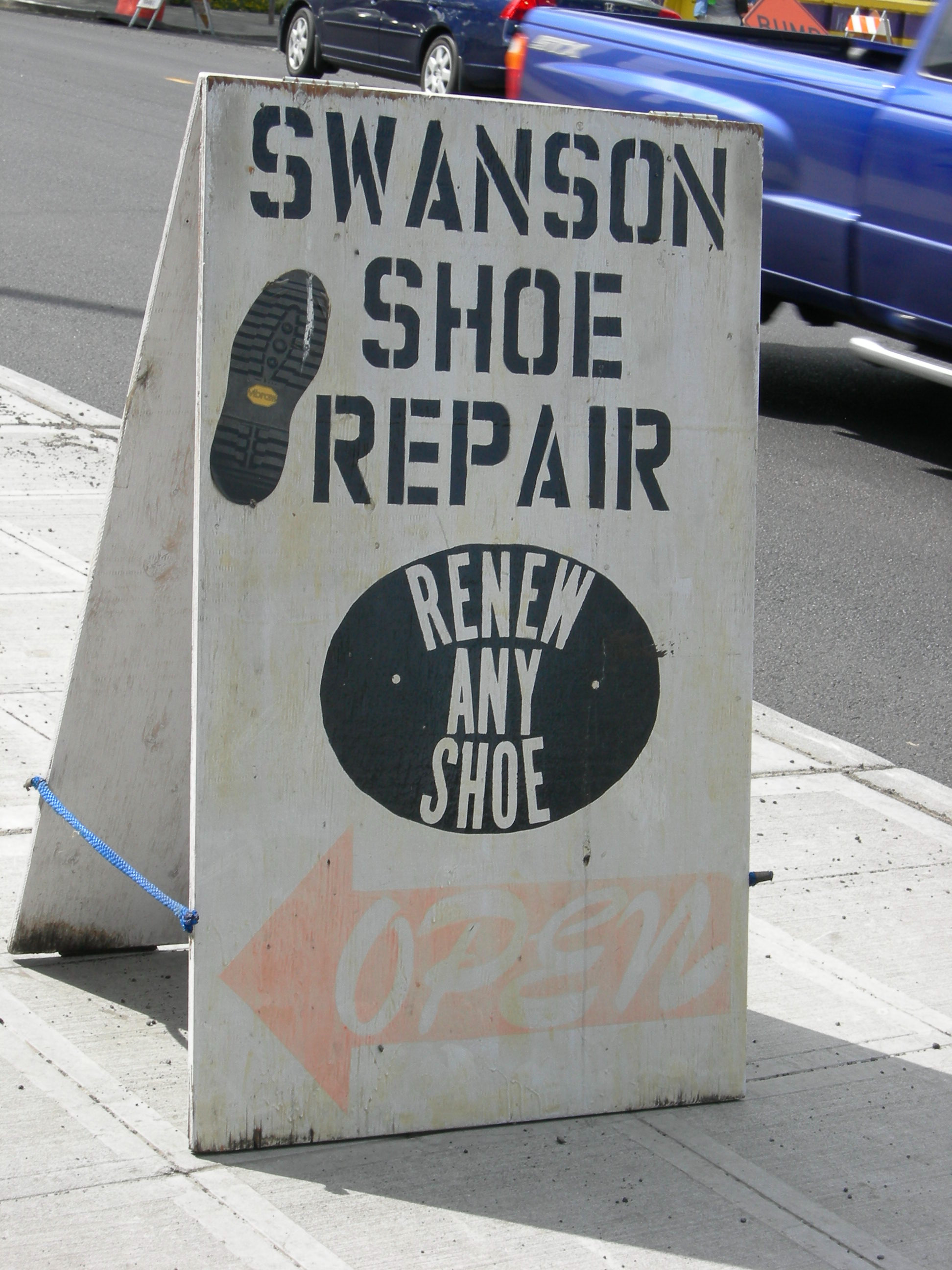
Штендер с рекламой мастерской по ремонту обуви (Сиэтл, 2007)

- транзитная реклама — реклама на транспорте (общественном, частном)
- реклама на автомобилях
- реклама на поездах дальнего следования и электричках
- реклама в метро
- реклама на водном транспорте
- реклама на парковках
- реклама на заборах[источник не указан 1325 дней]
- реклама на асфальте — наносится непосредственно на поверхность асфальта, обычно с помощью аэрозольной краски
- штендер

## Пневмофигуры, мультисферы
Пневмофигуры представляют собой надувные конструкции в виде фигуры любой формы, выполненной из плотной одно- или двухслойной ткани. На ткань также может быть нанесён слоган или логотип. Основание фигуры делается чуть более плотным для придания ей устойчивости. Также пневмофигуры могут иметь специальный крепеж для установки на ровной поверхности крыш, полов торговых или выставочных центров, земле и т. д.
Мультисферами (медиашарами) называются сферические проекционные экраны, выполненные из одно-, двух- или трёхслойной ткани, на которую можно проецировать изображения от лазерного проектора. Особенность конструкции заключается в том, что она подходит как для прямой, так и для обратной проекции, то есть различное динамическое изображение может быть отображено как на внутренней, так и на внешней поверхности надувной сферы. 

Предельный размер пневмофигур и мультисфер ограничивается ветровыми нагрузками.

## Правовое регулирование
Размещение наружной рекламы, как правило, регулируется законами о рекламе. Например, в РФ действуют ФЗ РФ «О рекламе», приказы федеральных министерств (в частности, размещение рекламы на транспортных средствах определяется приказами МВД), постановления региональных органов власти.
Стоит отметить, что вывески, в случае их расположения непосредственно на здании предприятия или в непосредственной близости от предприятия которому она принадлежит, не относятся к средствам наружной рекламы,(как практически повсеместно указывают производители в своих рекламных материалах), а являются информационным оформлением, предназначенным для доведения до сведения потребителей информации о профиле предприятия, его фирменном наименовании и товарном знаке. Однако регистрация вывесок в муниципальных учреждениях, отвечающих за рекламу и оформление города, требует такого же количества экспертиз и согласований, что и обычные рекламные установки. Например Постановление Правительства Москвы № 902-ПП от 25 декабря 2013 года «О размещении информационных конструкций в городе Москве» в числе прочего также регулирует размещение наружных информационных материалов организациями и индивидуальными предпринимателями.
С 12 декабря 2012 года в Москве деятельность по размещению наружной рекламы стала регулироваться Постановлением Правительства Москвы «Об утверждении Правил установки и эксплуатации рекламных конструкций». Согласно этому закону по всему городу были демонтированы крупногабаритные рекламные полотна, размещенные на строительных сетках и фасадах зданий, город отказался от транспарантов — перетяжек, рекламы на ограждения, крышных конструкций и светодиодных экранов. Места, которые остались доступными для размещения рекламы, были разыграны на аукционе.
В соответствии с этим постановлением, в Москве были запрещены такие виды рекламы, как настенные панно, транспаранты-перетяжки, рекламные флаги, вывески на электронных носителях и так далее. С 2010 по 2015 год количество наружной рекламы в Москве уменьшилось в 8 раз — с 2 миллионов квадратных метров до 262 тысяч.
Существует проблема светового загрязнения в случае светодиодных экранов и тому подобных объектов (каждая страна разрабатывает свои стандарты и ограничения).